# Element 5. periode
Element 5. periode je eden izmed kemijskih elementov v peti vrstici (ali periodi) periodnega sistema. Tabela periodnega sistema ima vrstice, ki predstavljajo periode. Položaj elementa v periodnem sistemu je povezan z razporeditvijo elektronov po lupinah, podlupinah in orbitalah. Perioda periodnega sistema, v kateri je element, se ujema s številom lupin, ki jih zasedajo njegovi elektroni. Od leve proti desni se vsakemu naslednjemu elementu poveča število elektronov za ena. Zato se elementi v isti periodi razlikujejo po lastnostih. Vsaka perida se začne z alkalijskim elementom, ki ima en valenčni elektron, in se konča z žlahtnim plinom. Peta perioda vsebuje 18 elementov, ki se začnejo z rubidijem in zaključijo s ksenonom – en element za vsako izmed osemnajstih skupin. 
Ta perioda je znano po tem, da vsebuje večje število izjem glede na Pravilo Madelung.

### Elementi
| Kemični element | Kemični element | Kemični element | Blok   | Elektronska konfiguracija |
| --------------- | --------------- | --------------- | ------ | ------------------------- |
| 37              | Rb              | Rubidij         | blok s | [Kr] 5s1                  |
| 38              | Sr              | Stroncij        | blok s | [Kr] 5s2                  |
| 39              | Y               | Itrij           | blok d | [Kr] 4d1 5s2              |
| 40              | Zr              | Cirkonij        | blok d | [Kr] 4d2 5s2              |
| 41              | Nb              | Niobij          | blok d | [Kr] 4d4 5s1 (*)          |
| 42              | Mo              | Molibden        | blok d | [Kr] 4d5 5s1 (*)          |
| 43              | Tc              | Tehnecij        | blok d | [Kr] 4d5 5s2              |
| 44              | Ru              | Rutenij         | blok d | [Kr] 4d7 5s1 (*)          |
| 45              | Rh              | Rodij           | blok d | [Kr] 4d8 5s1 (*)          |
| 46              | Pd              | Paladij         | blok d | [Kr] 4d10 (*)             |
| 47              | Ag              | Srebro          | blok d | [Kr] 4d10 5s1 (*)         |
| 48              | Cd              | Kadmij          | blok d | [Kr] 4d10 5s2             |
| 49              | In              | Indij           | blok p | [Kr] 4d10 5s2 5p1         |
| 50              | Sn              | Kositer         | blok p | [Kr] 4d10 5s2 5p2         |
| 51              | Sb              | Antimon         | blok p | [Kr] 4d10 5s2 5p3         |
| 52              | Te              | Telur           | blok p | [Kr] 4d10 5s2 5p4         |
| 53              | I               | Jod             | blok p | [Kr] 4d10 5s2 5p5         |
| 54              | Xe              | Ksenon          | blok p | [Kr] 4d10 5s2 5p6         |
(*) Izjema glede na Pravilo Madelung